# Лигањ
Лигањ је насељено место у саставу општине Ловран у Приморско-горанској жупанији, Република Хрватска.

## Историја
До територијалне реорганизације у Хрватској налазио се у саставу старе општине Опатија.

## Становништво
На попису становништва 2011. године, Лигањ је имао 336 становника.

## Попис1991.
На попису становништва 1991. године, насељено место Лигањ је имало 306 становника, следећег националног састава:
| Попис 1991.‍  | Попис 1991.‍  | Попис 1991.‍ | Попис 1991.‍ | Попис 1991.‍ |
| ------------ | ------------ | ----------- | ----------- | ----------- |
|              |              |             |             |             |
| Хрвати       | Хрвати       |             | 252         | 82,35%      |
| Срби         | Срби         |             | 12          | 3,92%       |
| Југословени  | Југословени  |             | 8           | 2,61%       |
| Италијани    | Италијани    |             | 4           | 1,30%       |
| Мађари       | Мађари       |             | 3           | 0,98%       |
| Словенци     | Словенци     |             | 2           | 0,65%       |
| Немци        | Немци        |             | 1           | 0,32%       |
| Руси         | Руси         |             | 1           | 0,32%       |
| неопредељени | неопредељени |             | 15          | 4,90%       |
| регион. опр. | регион. опр. |             | 1           | 0,32%       |
| непознато    | непознато    |             | 7           | 2,28%       |
| укупно: 306  |              |             |             |             |